# Gheorghe Avramescu
Gheorghe Avramescu, romunski general, * 26. januar 1888, Botoşani, † 3. marec 1945, Jászberény.